# Dzień bez Papierosa
Dzień bez Papierosa (ang. World No Tobacco Day) – zainicjowane przez Światową Organizację Zdrowia święto obchodzone 31 maja, mające na celu zwrócenie uwagi na szkodliwość palenia tytoniu.
Światowa Organizacja Zdrowia (WHO) ustanowiła dzień 7 kwietnia Światowym Dniem bez Papierosa w 1987 roku (rezolucja WHA40.38). Rok później rezolucją WHA42.19 przeniosła święto na 31 maja.
Co roku z okazji święta w Polsce odbywają się festyny antynikotynowe.

## Na świecie
W trzeci czwartek listopada obchodzony jest również Światowy Dzień Rzucania Palenia, z inicjatywy amerykańskiego dziennikarza Lynna Smitha w 1974 roku, zatwierdzony przez Amerykańskie Towarzystwo Walki z Rakiem. Akcja przyjęła się w wielu krajach na świecie, w tym w Polsce (od 1991).